# Tiatira

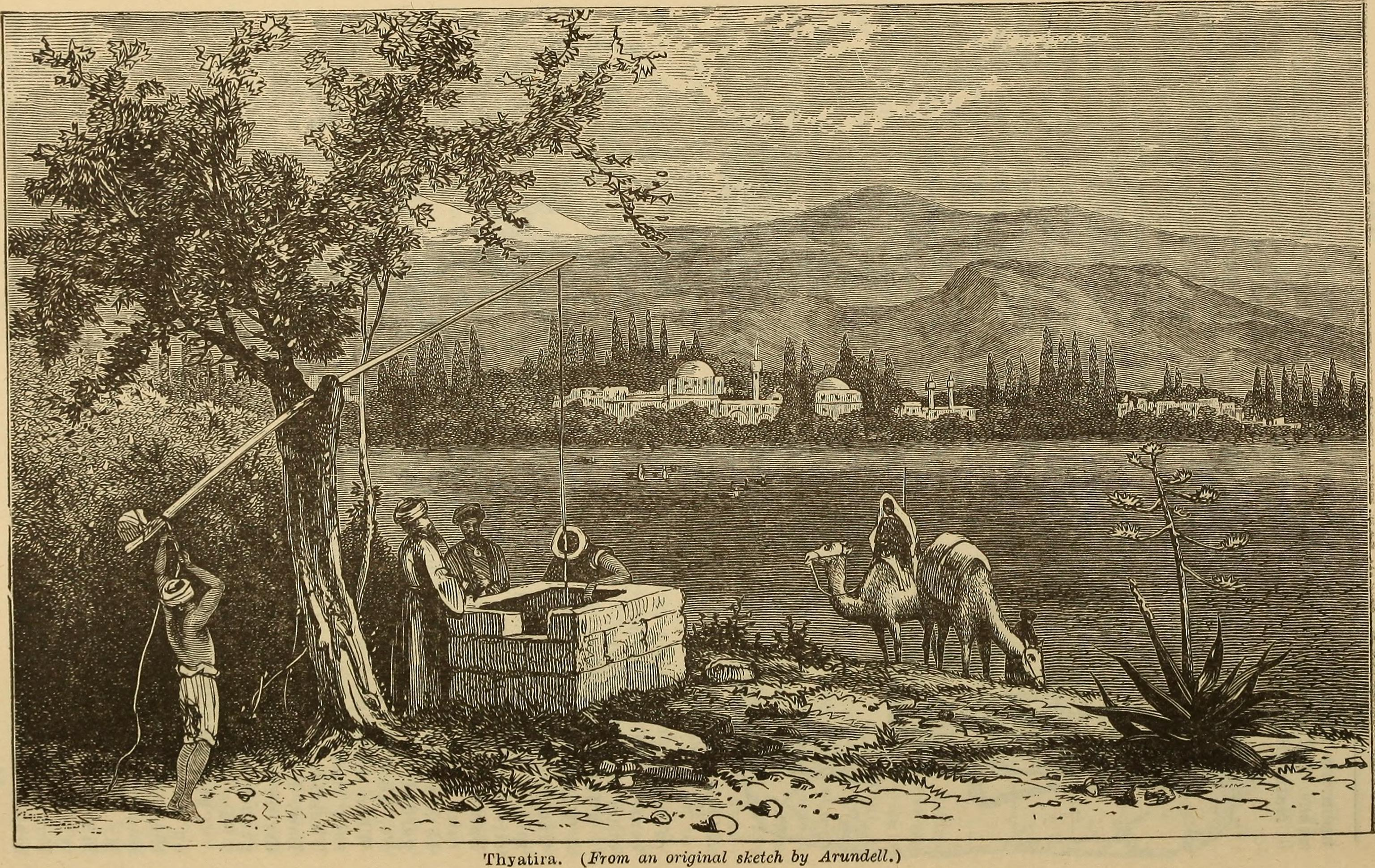
Tiatira, en A dictionary of the Bible (1887).

Tiatira (en griego: Θυάτειρα, Thyátira o Ciátira (esta última pronunciada de acuerdo con la pronunciación del español europeo) fue una ciudad de Asia Menor, en los límites de Lidia y Misia, actual Turquía. Fue especialmente famosa por su industria gremial tintorera, atestiguado por un pasaje de los Hechos de los apóstoles e inscripciones del gremio de tintoreros. Posteriormente se levantó sobre ella la moderna ciudad de Akhisar.

## Origen histórico

Mapa con Las siete iglesias del Apocalipsis.

Tiatira fue una antigua ciudad lidia, sobre el río Lico, tributario del Hermo, en la parte norte de Lidia, pero tan cerca de Misia que algunos autores antiguos se referían a ella como «el extremo de Misia». Asimismo el geógrafo griego la considera una colonia de los macedonios, De su oscuro origen se sabe que fue ciudad santa de Tirimnas, dios solar de los lidios, posteriormente asociado al dios Apolo.
Parte de la leyenda de Tiatira habla de la existencia de un templo dedicado a una deidad llamada Sambate, donde una profetisa daba sus oráculos. Algunos analistas del Nuevo Testamento han pensado que las palabras de Juan Evangelista «toleras que esa mujer Jezabel, que se dice profetisa, enseñe y seduzca a mis siervos» (Apoc. 2: 20) se refieren a ella. W. M. Ramsay hace una interpretación distinta (en esa cuarta carta del Apocalipsis: 2: 18-29) cuando ve referencias a cristianos que vivían todavía bajo la disciplina de sus respectivos gremios, y que continuaban tomando parte de algunas prácticas inmorales y dudosas durante las festividades y otras reuniones.  
Fue una antigua ciudad griega llamada Pelopia (en griego antiguo: Πελοπία) o Euhipia («rica en caballos»).
Durante la época helenística, en el 290 la ciudad fue fundada de nuevo por Seleuco Nicator, con una colonia de los macedonios, (hacia 358-280 a. C.), que al colonizarla con población griega la convertiría en uno de los núcleos helenísticos del Asia Menor occidental. Según Esteban de Bizancio, llamó a esta ciudad "thuateira", del griego "θυγατήρ, θυγατέρα" (thugatēr, thugatera), que significa "hija", aunque es probable que sea un nombre más antiguo, un nombre lidio. Aunque llegó a ser capital comercial del valle del Lico, nunca fue una metrópoli como Éfeso, Esmirna o Pérgamo.

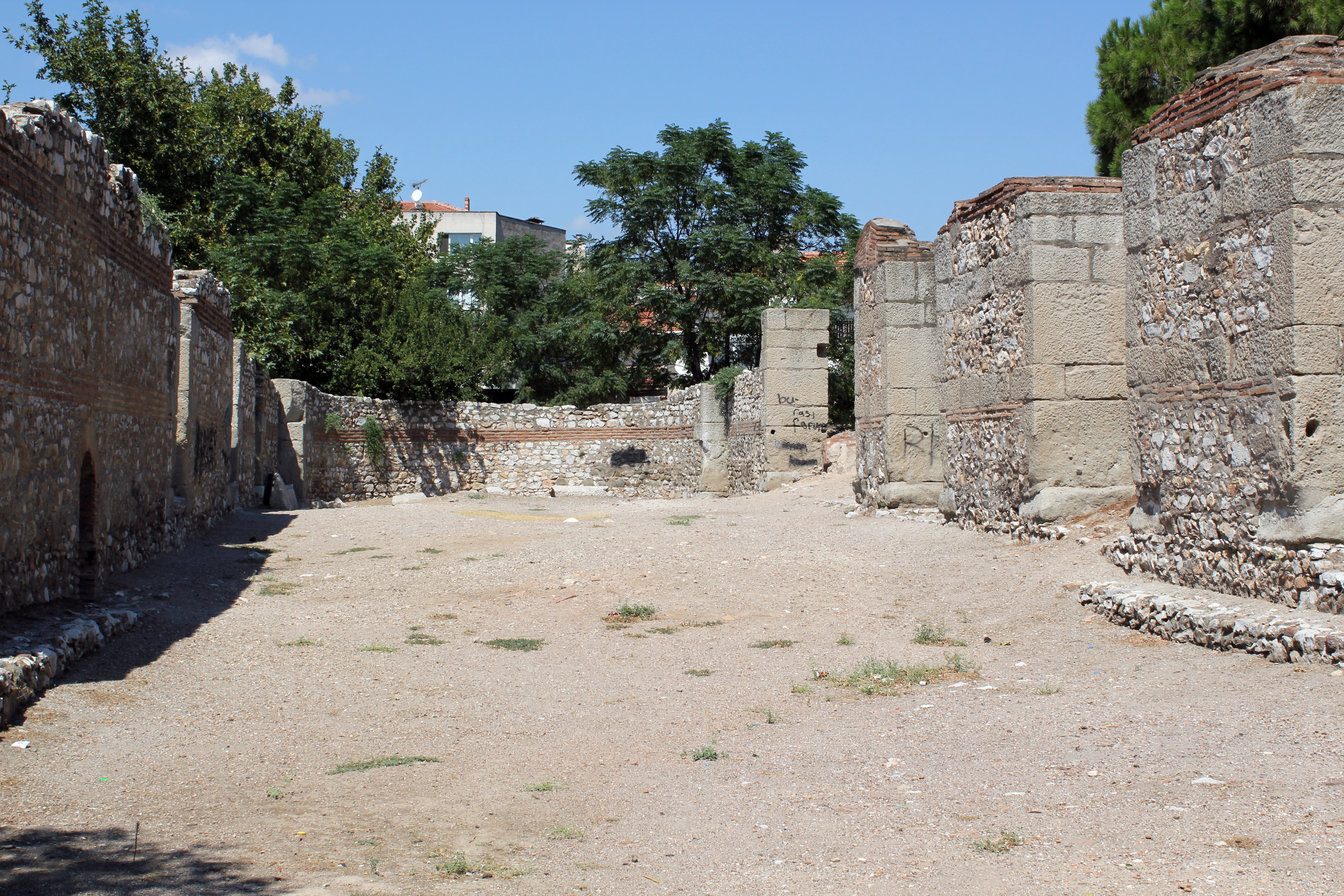
Ruinas de la basílica.

Su pacífica existencia estuvo a punto de romperse en el año 190 a. C., cuando Antíoco III el Grande, en su lucha con Roma, la ocupa. Sin embargo, la batalla entre él y Lucio Cornelio Escipión Asiático se libró en Magnesia, unos 65 km al sur de Tiatira, que tuvo la suerte de no sufrir daños. Fortuna arqueológica que se repetiría en el año 366, cuando el emperador romano Valente derrotó al usurpador Procopio en la batalla que tuvo lugar cerca de la ciudad.
En Tiatira los diversos oficios artesanos estaban organizados en gremios, siendo uno de los más importantes el de los tintoreros, conocedores del secreto de la tintura de púrpura con raíz de rubia (en vez de hacerla con crustáceos, como se hacía en otros centros productores de púrpura del mundo antiguo). Dicha tintura, luego llamada "rojo de Turquía".
Se realizaron excavaciones en el centro de la ciudad en el lugar llamado Tepe Mezarlığı (en turco: Tepe Mezarlığı Ören Yeri, «el cementerio de la colina») entre los años 1968 a 1971. Se encontró un pórtico (estoa) datado entre los siglos IV y II a. C., y un edificio que era probablemente una basílica civil de los siglos V o IV a. C.

## Akhisar

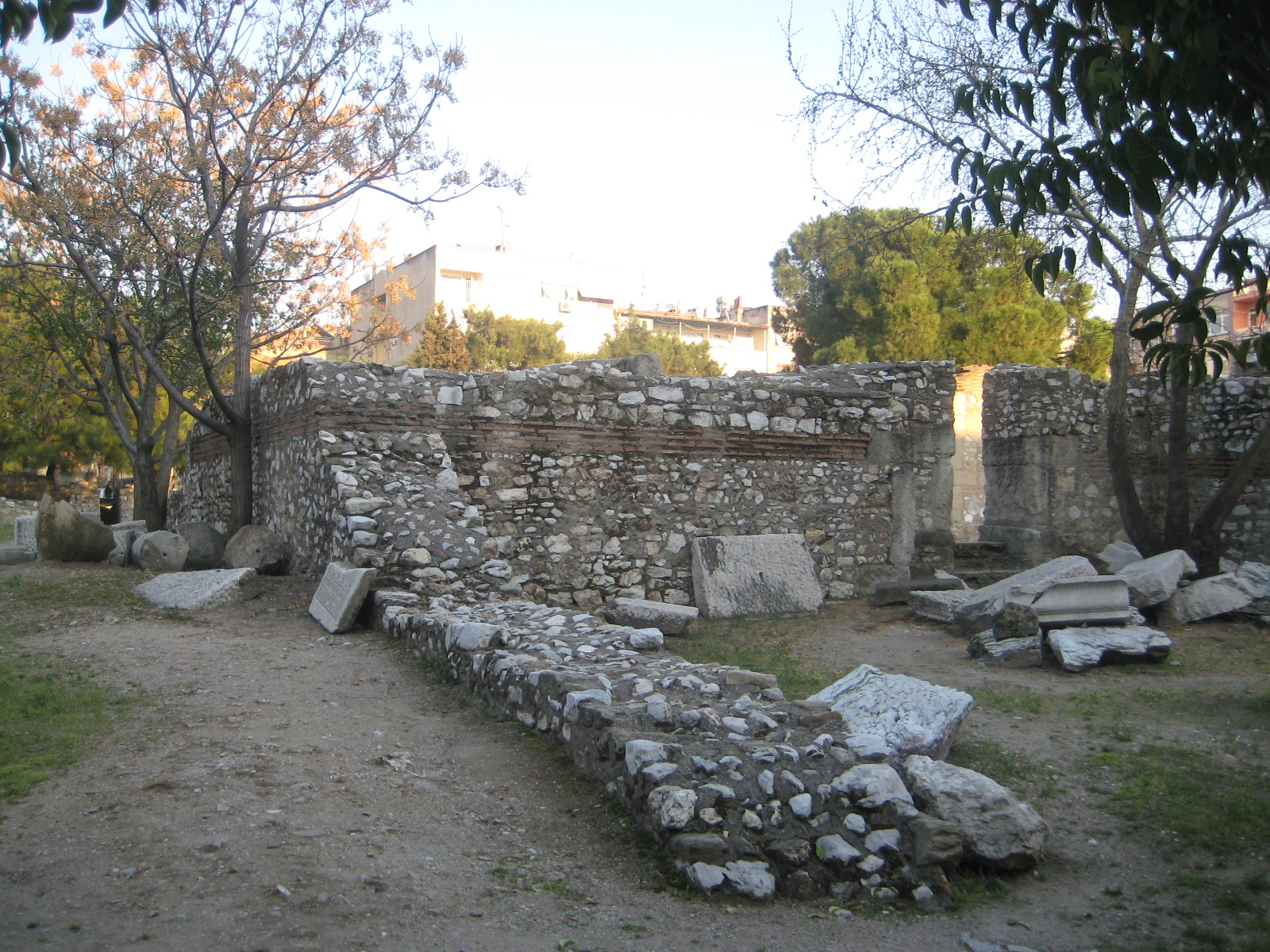
Ruinas de Tempemezarı en el viejo Thyatira y moderno Akhisar

Con el paso del tiempo, sin embargo, Tiatira quedaría sepultada bajo la moderna Akhisar, cuya principal industria es la confección de alfombras. El nombre turco Akhisar -«castillo blanco» (de Ak = blanco, Hisar = castillo)- se debe a las ruinas de un castillo medieval cercanas a la población moderna.
Considerada una de Las siete iglesias del Apocalipsis del libro del Apocalipsis, actualmente, existe una diócesis de la Iglesia ortodoxa griega llamada Tiatira y Gran Bretaña.
Entre 1968 y 1971 se realizaron excavaciones en el centro de la ciudad, en el lugar que ahora se llama Tepe Mezarlığı "«Cementerio de la colina» en turco). Allí se encontró un pórtico datado entre el siglo I y IV, y un edificio que probablemente fue una basílica civil del siglo IV o V.
La gran mezquita se construyó sobre los cimientos de un edificio que había sido un templo griego convertido en iglesia cristiana y luego en mezquita en el siglo XV por los otomanos.